# Leonardo Monje
Leonardo Esteban Monje Valenzuela (Temuco, Chile, 16 de marzo de 1981) es un exfutbolista chileno. Jugaba de delantero y su último equipo profesional fue Coquimbo Unido.

## Trayectoria
Realizó las divisiones en Universidad Católica, permaneciendo en el club desde los 13 hasta los 20 años.
En 2006 brilló en Deportes Puerto Montt y los equipos grandes se interesaron por él. Durante el año 2006 juega en la Universidad de Concepción de Chile. Este delantero basa su juego en un gran despliegue físico, una gran resistencia, un olfato goleador que le permitió ser el máximo anotador del Clausura 2006. En el Clausura 2007 se incorporó a Deportes Concepción donde formó parte de un gran bloque ofensivo junto al paraguayo Ibarrola y Daúd Gazale.
A principios del 2008 se une a Huachipato, jugando los torneos de Apertura 2008, Clausura 2008, Copa Chile 2008, llegando a semifinales y Apertura 2009, siendo un referente del equipo acerero y su máximo goleador junto a Gamadiel García. A fines del 2009 firma por Unión Española para la temporada 2010.
En este club durante el Clausura 2011 convirtió su gol número 100 en campeonatos primera división frente a O´Higgins de Rancagua por la fecha 13 del torneo.
En diciembre de 2011 se convierte en jugador de Rosario Central de Argentina a préstamo por un año y con opción de compra.
Se retiró el 11 de noviembre de 2017, en la derrota de su equipo Coquimbo Unido ante Magallanes por 2-0. 

## Selección nacional
Ha jugado por la selección chilena dos partidos ante la selección paraguaya todos en calidad de amistosos.

### Partidos y goles con la selección nacional
| Fecha                   | Lugar        | Local      | Resultado | Visitante | Competición | Goles |
| ----------------------- | ------------ | ---------- | --------- | --------- | ----------- | ----- |
| 15 de noviembre de 2006 | Viña del Mar | Chile      | 3-2       | Paraguay  | Amistoso    | -     |
| 21 de diciembre de 2011 | La Serena    | Chile      | 3-2       | Paraguay  | Amistoso    | -     |
| Total                   | Total        | Presencias | 2         | Goles     | Goles       | 0     |

## Estadísticas

### Clubes
| Club | Div.          | Temporada     | Liga  | Liga  | Liga   | Copas nacionales(1) | Copas nacionales(1) | Copas nacionales(1) | Torneos internacionales(2) | Torneos internacionales(2) | Torneos internacionales(2) | Total(3) | Total(3) | Total(3) | Media goleadora |
| Club | Div.          | Temporada     | Part. | Goles | Asist. | Part.               | Goles               | Asist.              | Part.                      | Goles                      | Asist.                     | Part.    | Goles    | Asist.   | Media goleadora |
| --- | ------------- | ------------- | ----- | ----- | ------ | ------------------- | ------------------- | ------------------- | -------------------------- | -------------------------- | -------------------------- | -------- | -------- | -------- | --------------- |
| Universidad Católica · Chile | 1.ª           | 1999          | 2     | 0     | 0      | —                   | —                   | —                   | —                          | —                          | —                          | 2        | 0        | 0        | 0,00            |
| Universidad Católica · Chile | 1.ª           | 2000          | 3     | 0     | 0      | —                   | —                   | —                   | —                          | —                          | —                          | 3        | 0        | 0        | 0,00            |
| Universidad Católica · Chile | 1.ª           | 2001          | 9     | 1     | 1      | —                   | —                   | —                   | —                          | —                          | —                          | 9        | 1        | 1        | 0,11            |
| Universidad Católica · Chile | Total club    | Total club    | 14    | 1     | 1      | 0                   | 0                   | 0                   | 0                          | 0                          | 0                          | 14       | 1        | 1        | 0,07            |
| Everton · Chile | 2.ª           | 2001          | 15    | 5     | 3      | —                   | —                   | —                   | —                          | —                          | —                          | 15       | 5        | 3        | 0,33            |
| Everton · Chile | Total club    | Total club    | 15    | 5     | 3      | 0                   | 0                   | 0                   | 0                          | 0                          | 0                          | 15       | 5        | 3        | 0,33            |
| Santiago Morning · Chile | 1.ª           | 2001          | 11    | 2     | 2      | —                   | —                   | —                   | —                          | —                          | —                          | 11       | 2        | 2        | 0,18            |
| Santiago Morning · Chile | Total club    | Total club    | 11    | 2     | 2      | 0                   | 0                   | 0                   | 0                          | 0                          | 0                          | 11       | 2        | 2        | 0,18            |
| Palestino · Chile | 1.ª           | 2002          | 12    | 0     | 1      | —                   | —                   | —                   | —                          | —                          | —                          | 12       | 0        | 1        | 0,00            |
| Palestino · Chile | 1.ª           | 2005          | 31    | 9     | 6      | —                   | —                   | —                   | —                          | —                          | —                          | 31       | 9        | 6        | 0,29            |
| Palestino · Chile | Total club    | Total club    | 43    | 9     | 7      | 0                   | 0                   | 0                   | 0                          | 0                          | 0                          | 43       | 9        | 7        | 0,21            |
| Deportes Antofagasta · Chile | 2.ª           | 2003          | 11    | 0     | 2      | —                   | —                   | —                   | —                          | —                          | —                          | 11       | 0        | 2        | 0,00            |
| Deportes Antofagasta · Chile | Total club    | Total club    | 11    | 0     | 2      | 0                   | 0                   | 0                   | 0                          | 0                          | 0                          | 11       | 0        | 2        | 0,00            |
| Audax Italiano · Chile | 1.ª           | 2003          | 10    | 0     | 1      | —                   | —                   | —                   | —                          | —                          | —                          | 10       | 0        | 1        | 0,00            |
| Audax Italiano · Chile | Total club    | Total club    | 10    | 0     | 1      | 0                   | 0                   | 0                   | 0                          | 0                          | 0                          | ! 10     | 0        | 1        | 0,00            |
| Magallanes · Chile | 2.ª           | 2004          | 19    | 3     | 4      | —                   | —                   | —                   | —                          | —                          | —                          | 19       | 3        | 4        | 0,16            |
| Magallanes · Chile | Total club    | Total club    | 19    | 3     | 4      | 0                   | 0                   | 0                   | 0                          | 0                          | 0                          | 19       | 3        | 4        | 0,16            |
| Deportes Puerto Montt · Chile | 1.ª           | 2006          | 18    | 13    | 6      | —                   | —                   | —                   | —                          | —                          | —                          | 18       | 13       | 6        | 0,72            |
| Deportes Puerto Montt · Chile | Total club    | Total club    | 18    | 13    | 6      | 0                   | 0                   | 0                   | 0                          | 0                          | 0                          | 18       | 13       | 6        | 0,72            |
| Universidad de Concepción · Chile | 1.ª           | 2006          | 18    | 17    | 4      | —                   | —                   | —                   | —                          | —                          | —                          | 18       | 17       | 4        | 0,94            |
| Universidad de Concepción · Chile | 1.ª           | 2007          | 18    | 6     | 5      | —                   | —                   | —                   | —                          | —                          | —                          | 18       | 6        | 5        | 0,33            |
| Universidad de Concepción · Chile | 1.ª           | 2013          | 16    | 5     | 2      | 1                   | 0                   | 0                   | —                          | —                          | —                          | 17       | 5        | 2        | 0,29            |
| Universidad de Concepción · Chile | 1.ª           | 2014          | 12    | 1     | 0      | 6                   | 1                   | 1                   | —                          | —                          | —                          | 18       | 2        | 1        | 0,11            |
| Universidad de Concepción · Chile | Total club    | Total club    | 64    | 29    | 11     | 7                   | 1                   | 1                   | 0                          | 0                          | 0                          | 71       | 30       | 12       | 0,42            |
| Deportes Concepción · Chile | 1.ª           | 2007          | 18    | 6     | 6      | —                   | —                   | —                   | —                          | —                          | —                          | 18       | 6        | 6        | 0,33            |
| Deportes Concepción · Chile | Total club    | Total club    | 18    | 6     | 6      | 0                   | 0                   | 0                   | 0                          | 0                          | 0                          | 18       | 6        | 6        | 0,33            |
| Huachipato · Chile | 1.ª           | 2008          | 32    | 17    | 7      | 3                   | 0                   | 1                   | —                          | —                          | —                          | 35       | 17       | 8        | 0,49            |
| Huachipato · Chile | 1.ª           | 2009          | 32    | 16    | 8      | 1                   | 0                   | 0                   | —                          | —                          | —                          | 33       | 16       | 8        | 0,49            |
| Huachipato · Chile | Total club    | Total club    | 64    | 33    | 15     | 4                   | 0                   | 1                   | 0                          | 0                          | 0                          | 68       | 33       | 16       | 0,49            |
| Unión Española · Chile | 1.ª           | 2010          | 28    | 7     | 6      | 8                   | 7                   | 5                   | —                          | —                          | —                          | 36       | 14       | 11       | 0,39            |
| Unión Española · Chile | 1.ª           | 2011          | 32    | 12    | 8      | 5                   | 0                   | 3                   | 7                          | 1                          | 1                          | 44       | 13       | 12       | 0,30            |
| Unión Española · Chile | Total club    | Total club    | 60    | 19    | 14     | 13                  | 7                   | 8                   | 7                          | 1                          | 1                          | 80       | 27       | 23       | 0,34            |
| Rosario Central Argentina | 2.ª           | 2012          | 17    | 1     | 2      | 4                   | 0                   | 0                   | —                          | —                          | —                          | 21       | 1        | 2        | 0,05            |
| Rosario Central Argentina | Total club    | Total club    | 17    | 1     | 2      | 4                   | 0                   | 0                   | 0                          | 0                          | 0                          | 21       | 1        | 2        | 0,05            |
| Deportes Iquique · Chile | 1.ª           | 2012          | 14    | 1     | 3      | 2                   | 1                   | 0                   | 2                          | 0                          | 0                          | 18       | 2        | 3        | 0,11            |
| Deportes Iquique · Chile | 1.ª           | 2013          | 9     | 0     | 1      | —                   | —                   | —                   | 7                          | 0                          | 0                          | 16       | 0        | 1        | 0,00            |
| Deportes Iquique · Chile | Total club    | Total club    | 23    | 1     | 4      | 2                   | 1                   | 0                   | 9                          | 0                          | 0                          | 34       | 2        | 4        | 0,06            |
| Municipal · Guatemala | 1.ª           | 2013          | 22    | 8     | 5      | —                   | —                   | —                   | —                          | —                          | —                          | 22       | 8        | 5        | 0,36            |
| Municipal · Guatemala | Total club    | Total club    | 22    | 8     | 5      | 0                   | 0                   | 0                   | 0                          | 0                          | 0                          | 22       | 8        | 5        | 0,36            |
| Coquimbo Unido · Chile | 2.ª           | 2014-15       | 16    | 9     | 7      | —                   | —                   | —                   | —                          | —                          | —                          | 16       | 9        | 7        | 0,56            |
| Coquimbo Unido · Chile | 2.ª           | 2015-16       | 22    | 6     | 5      | —                   | —                   | —                   | —                          | —                          | —                          | 22       | 6        | 5        | 0,27            |
| Coquimbo Unido · Chile | 2.ª           | 2016-17       | 19    | 2     | 3      | 1                   | 0                   | 0                   | —                          | —                          | —                          | 20       | 2        | 3        | 0,10            |
| Coquimbo Unido · Chile | 2.ª           | 2017          | 13    | 1     | 1      | 4                   | 0                   | 0                   | —                          | —                          | —                          | 17       | 1        | 1        | 0,06            |
| Coquimbo Unido · Chile | Total club    | Total club    | 70    | 18    | 16     | 5                   | 0                   | 0                   | 0                          | 0                          | 0                          | 75       | 18       | 16       | 0,24            |
| Total carrera | Total carrera | Total carrera | 479   | 148   | 99     | 35                  | 9                   | 10                  | 16                         | 1                          | 1                          | 530      | 158      | 110      | 0,30            |
| (1) Incluye datos de la Liguilla Pre-Libertadores (2010); Copa Argentina (2012); Liguilla Pre-Sudamericana (2014); Copa Chile (2008-17). (2) Incluye datos de la Copa Sudamericana (2012); Copa Libertadores (2011-13). (3) No incluye goles en partidos amistosos. |               |               |       |       |        |                     |                     |                     |                            |                            |                            |          |          |          |                 |

### Selección
| Selección      | Temporada     | Amistosos | Amistosos | Amistosos | Sudamérica | Sudamérica | Sudamérica | Mundial | Mundial | Mundial | Total | Total | Total  | Media goleadora |
| Selección      | Temporada     | Part.     | Goles     | Asist.    | Part.      | Goles      | Asist.     | Part.   | Goles   | Asist.  | Part. | Goles | Asist. | Media goleadora |
| -------------- | ------------- | --------- | --------- | --------- | ---------- | ---------- | ---------- | ------- | ------- | ------- | ----- | ----- | ------ | --------------- |
| Adulta · Chile | 2006          | 2         | 0         | 0         | —          | —          | —          | —       | —       | —       | 2     | 0     | 0      | 0,00            |
| Adulta · Chile | 2007          | —         | —         | —         | —          | —          | —          | —       | —       | —       | 0     | 0     | 0      | 0,00            |
| Adulta · Chile | 2008          | —         | —         | —         | —          | —          | —          | —       | —       | —       | 0     | 0     | 0      | 0,00            |
| Adulta · Chile | 2009          | —         | —         | —         | —          | —          | —          | —       | —       | —       | 0     | 0     | 0      | 0,00            |
| Adulta · Chile | 2010          | —         | —         | —         | —          | —          | —          | —       | —       | —       | 0     | 0     | 0      | 0,00            |
| Adulta · Chile | 2011          | 1         | 0         | 0         | —          | —          | —          | —       | —       | —       | 1     | 0     | 0      | 0,00            |
| Adulta · Chile | Total         | 3         | 0         | 0         | 0          | 0          | 0          | 0       | 0       | 0       | 3     | 0     | 0      | 0,00            |
| Total carrera  | Total carrera | 3         | 0         | 0         | 0          | 0          | 0          | 0       | 0       | 0       | 3     | 0     | 0      | 0,00            |

### Resumen estadístico
| Competición           | Partidos | Goles | Promedio | Asistencias | Promedio | Goles y asistencias | Promedio |
| --------------------- | -------- | ----- | -------- | ----------- | -------- | ------------------- | -------- |
| Primera División      | 347      | 121   | 0,35     | 72          | 0,21     | 193                 | 0,56     |
| Segunda División      | 132      | 27    | 0,21     | 27          | 0,21     | 54                  | 0,41     |
| Copas nacionales      | 35       | 9     | 0,26     | 10          | 0,29     | 19                  | 0,54     |
| Copas internacionales | 16       | 1     | 0,06     | 1           | 0,06     | 2                   | 0,13     |
| Selección adulta      | 3        | 0     | 0,00     | 0           | 0,00     | 0                   | 0,00     |
| Total                 | 533      | 158   | 0,30     | 110         | 0,21     | 268                 | 0,50     |

### Tripletes
| Partidos en los que anotó tres o más goles | Partidos en los que anotó tres o más goles | Partidos en los que anotó tres o más goles | Partidos en los que anotó tres o más goles | Partidos en los que anotó tres o más goles | Partidos en los que anotó tres o más goles | Partidos en los que anotó tres o más goles |
| N.º                                        | Fecha                                      | Estadio                                    | Partido                                    | Goles                                      | Resultado                                  | Competición                                |
| ------------------------------------------ | ------------------------------------------ | ------------------------------------------ | ------------------------------------------ | ------------------------------------------ | ------------------------------------------ | ------------------------------------------ |
| 1                                          | 11 de febrero de 2006                      | Chinquihue, Puerto Montt                   | Deportes Puerto Montt - Rangers            |                                            | 4 - 1                                      | Apertura 2006                              |
| 2                                          | 1 de abril de 2006                         | La Cisterna, La Cisterna                   | Palestino - Deportes Puerto Montt          |                                            | 1 - 5                                      | Apertura 2006                              |
| 3                                          | 28 de octubre de 2006                      | Municipal de Concepción, Concepción        | Universidad de Concepción - Coquimbo Unido |                                            | 3 - 2                                      | Clausura 2006                              |
| 4                                          | 9 de mayo de 2009                          | Municipal de Concepción, Concepción        | Huachipato - Palestino                     |                                            | 4 - 1                                      | Apertura 2009                              |
| 5                                          | 19 de noviembre de 2011                    | Santa Laura, Independencia                 | Unión Española - Audax Italiano            |                                            | 5 - 2                                      | Clausura 2011                              |

## Palmarés

### Campeonatos nacionales
| Título     | Club                      | País  | Año     |
| ---------- | ------------------------- | ----- | ------- |
| Copa Chile | Universidad de Concepción | Chile | 2014-15 |

### Distinciones individuales
| Distinción                                | Año           |
| ----------------------------------------- | ------------- |
| Máximo Goleador Primera División de Chile | Clausura 2006 |